# Fatevi vivi, la polizia non interverrà
Fatevi vivi, la polizia non interverrà è un film del 1974 diretto da Giovanni Fago.

## Trama
La figlia dell'ingegnere Bonsanti viene sequestrata da ignoti sotto gli occhi dei testimoni, tra cui una prostituta. L'ingegnere Bonsanti contatta il commissario Caprile per ritrovare la figlia. 
Nel frattempo, i rapitori discutono con il loro capo che si fa chiamare il maestro, sul riscatto da parte dei genitori della piccola e intanto la testimone viene interrogata ma dice di non aver visto nulla.
I sospetti cadono su un boss della mafia, don Francesco, che si mostra pulito e dichiara che le sue mire non cadono mai sulle donne e i bambini.
Infatti non sa chi tra i suoi collaboratori abbia organizzato il rapimento della bambina. Mentre la polizia gira a vuoto don Francesco individua il maestro e lo uccide, ma la valigia con i soldi precipita in acqua: viene recuperata da don Francesco e dai suoi uomini, uno dei quali informa la polizia sul luogo in cui viene imprigionata la bambina.